# Ecdyonurus siveci
Ecdyonurus siveci is een haft uit de familie Heptageniidae. De wetenschappelijke naam van de soort is voor het eerst geldig gepubliceerd in 1984 door Jacob & Braasch.
De soort komt voor in het Palearctisch gebied.